# Bahamut
Dans la mythologie arabe, Bahamut , Bahamoot (en arabe باهاموت, Bahamūt, de l'hébreu בְּהֵמוֹת, Béhémoth) est un monstre marin (poisson ou gigantesque baleine) qui tend la structure qui soutient la Terre, selon Zakariya al-Qazwini. 
Dans cette conception du monde, la terre est épaulée par un ange qui repose sur une dalle de pierre précieuse, soutenue par la bête cosmique (bœuf), parfois appelée Kuyutha '(/ Kuyuthan) / Kiyuban / Kibuthan. Le poisson / baleine Bahamut porte ce taureau sur le dos et est suspendu dans l'eau pour sa propre stabilité.
Balhūt est un nom de variante trouvé dans certaines cosmographies. Dans les sources les plus anciennes, le nom est Lutīyā, Balhūt étant donné comme nom et Bahamūt comme surnom.